# 中富良野町立中富良野小学校
中富良野町立中富良野小学校（なかふらのちょうりつ なかふらのしょうがっこう）は、北海道空知郡中富良野町に所在する公立小学校。

## 沿革
- 1901年（明治34年）11月17日 - 南中富良野簡易教育所として授業開始。
- 1905年（明治38年）4月13日 - 南中富良野小学校と改称。
- 1909年（明治42年）5月11日 - 中富良野尋常小学校と改称。
- 1912年（明治45年・大正元年）
  - 4月4日 - 中富良野尋常高等小学校と改称。
  - 11月5日 - 市街地2町内に校舎を改築。
- 1926年（大正15年）10月25日 - 木造2階健校舎を増築。
- 1929年（昭和4年）5月 - 屋内運動場を増築。
- 1941年（昭和16年）4月1日 - 国民学校令により、中富良野国民学校と改称。
- 1942年（昭和17年）9月9日 - 新校舎落成。
- 1947年（昭和22年）4月1日 - 学制改革により、中富良野小学校と改称。同日、校歌を制定。
- 1948年（昭和23年）
  - 2月2日 - 2度目の火災で校舎全焼。
  - 11月16日 - 新校舎落成。
- 1951年（昭和26年）9月15日 - 開校50周年記念式典を挙行。
- 1960年（昭和35年）7月26日 - 体育館落成。
- 1961年（昭和36年）11月15日 - 開校60周年記念式典を挙行。
- 1971年（昭和46年）11月3日 - 開校70周年記念式典を挙行。
- 1976年（昭和51年）6月17日 - 現校舎第1期工事起工式挙行。
- 1977年（昭和52年）
  - 9月11日 - グラウンド完成。
  - 11月8日 - 旧校舎より移転（第2期工事）。
- 1978年（昭和53年）
  - 9月 - 屋外体育施設・遊具施設完成。
  - 12月8日 - 特別教室完成。
- 1979年（昭和54年）3月15日 - 校舎落成記念式典挙行。
- 1981年（昭和56年）
  - 4月1日 - 奈江小学校を統合。
  - 11月22日 - 開校80周年記念式典を挙行。
- 1984年（昭和59年）9月29日 - グラウンド周辺フェンス設置。
- 1990年（平成2年）3月 - 新田中小学校を統合。
- 1993年（平成5年）10月12日 - グラウンド暗渠工事。
- 1996年（平成8年）
  - 4月20日 - 電動昇降機設置。
  - 8月26日 - 体育館・講堂の屋根改修工事。
- 1998年（平成10年）11月 - パソコン設置（教師用1台・児童用20台）。
- 1999年（平成11年）10月 - 校舎暖房施設・給水施設取替改修工事完了。
- 2000年（平成12年）1月13日 - 宝塚市とのフラワー都市交流事業開始。
- 2001年（平成13年）
  - 1月 - 開校100周年記念協賛会より、新校旗・校歌額が寄贈される。
  - 5月2日 - 開校100周年記念植樹。
  - 8月21日 - 石森迪恭氏より、モニュメント「ドラゴンフライ」が寄贈される。
  - 11月17日 - 開校100周年記念式典を挙行。
- 2002年（平成14年）12月 - コンピュータ20台更新。
- 2003年（平成15年）5月16日 - あいさつ看板設置。
- 2004年（平成16年）1月13日 - フラワー都市交流事業。
- 2005年（平成17年）5月20日 - 身障者トイレ内装工事完了。
- 2006年（平成18年）8月18日 - 1・2階トイレ。
- 2007年（平成19年）
  - 7月 - 体育館ウレタン塗装。
  - 12月 - この月から翌月にかけて、飲料水の水道管増設。
- 2008年（平成20年）6月30日 - 暗証番号式玄関錠の設置。
- 2009年（平成21年）2月25日 - 体育館水銀灯操作盤設置。
- 2010年（平成22年）
  - 2月 - 各教室のデジタルテレビと児童用・校務用パソコンを入替。
  - 12月7日 - 保育園との交流学習開始。
- 2011年（平成23年）
  - 6月16日 - 開校110周年記念事業実施。
  - 9月13日 - 町内全小学校との交流学習開始。
- 2014年（平成26年）9月30日 - 小中学校連携クリーン作戦。
- 2015年（平成27年）10月 - 体育館ボイラー入替。

## 児童数
2023年（令和5年）5月1日時点
| 学年 | 1年 | 2年 | 3年 | 4年 | 5年 | 6年 | 特別支援    | 合計 |
| ---- | --- | --- | --- | --- | --- | --- | ----------- | ---- |
| 学級 | 1   | 1   | 1   | 1   | 1   | 1   | 6           | 12   |
| 児童 | 31  | 20  | 26  | 28  | 29  | 25  | 23 （内数） | 159  |

## 周辺
中富良野町中心部に位置する
- 社会福祉法人洗心会認定こども園なかふらのこども園 - 小川をはさんで敷地が隣接、かつ進学前こども園。
- 子育て支援センターそらいろのたね - 小川をはさんて、敷地が隣接。
- 富良野川
- 国道237号線
- 中富良野郵便局
- 中富良野町役場
- 中富良野町農村環境改善センター
- 中富良野町図書館
- 中富良野町郷土館
- 中富良野町営球場
- 中富良野町公民館

## 進学先中学校
- 中富良野町立中富良野中学校

## アクセス
- ふらのバス旭川線ラベンダー号で、「中富良野」停留所下車後、
  - 1番のりば（旭川駅行）から、徒歩約660m・約10分。
  - 2番のりば（新富良野プリンスホテル行）から、徒歩約650m・約10分。
- JR北海道富良野線中富良野駅から、徒歩約770m・約11分。